# Francisca van Luxemburg
Francisca (Françoise) van Luxemburg-Gavere (? - 1 september of 1 november 1557) was erfgravin van Gavere. Ze was een dochter van graaf Jacobus II van Luxemburg-Fiennes en Maria van Brugge-Gruuthuse. Ze erfde na de dood van haar kinderloze broer Jacobus III van Luxemburg-Fiennes de eigendommen van het geslacht Luxemburg-Fiennes (Zottegem, Armentières, Erquinghem-Lys, Gavere,...)
In 1516 huwde zij te Brussel met Jan IV van Egmont. Uit dit huwelijk werden drie kinderen geboren:
- Margaretha (1517 – Bar-le-Duc 10 maart 1554), gehuwd met Nicolaas van Lotharingen (1524 – 1577) en moeder van de Franse koningin Louise van Lotharingen
- Karel (? - Cartagena 7 december 1541), derde graaf van Egmond
- Lamoraal (1522 – 1568), vierde graaf van Egmond, prins van Gavere

In 1530 schonk Jacobus III van Luxemburg-Fiennes het Brugse Hof Bladelin aan Francisca.  In 1532 verwierf Francisca gronden tussen de Wolstraat en de Grotehertstraat op het hoogste deel van de Zavel in Brussel en liet daar twee woningen bouwen (in gotische en renaissancestijl) die het kleine en grote Egmontpaleis werden genoemd. Op 11 oktober 1540 verkreeg Francisca van keizer Karel V de schutsbrief waarin het graafschap Gavere verheven werd tot prinsdom. Op de Korenlei in Gent stond haar familiepaleis Hof van Fiennes.
Francisca van Luxemburg was in de ban van antieke cultuur en bezat als fervent verzamelaar ook archeologische vondsten uit onder andere Velzeke.
Francisca van Luxemburg ligt begraven in de Onze-Lieve-Vrouw-Hemelvaartkerk in Zottegem. In 1561 had zoon Lamoraal er een grafmonument laten maken voor haar (In den choor in die schoone tombe van marbre, albastre en touchesteen, met vier figuren, onder twee en bouen twee, staet geschreven ten voet eynde: Chy gist haute et puissante Dame Madame francoyse de Luxembourg [...] Lamoral d'Egmont prince de Gaure comte d'Egmont leur heritier unicq a fait faire ceste memoire a l'honneur et beneuolene de ces predecesseurs an 1561. Daer staet onder int latine Ladmorael Comes d'Egmonda Princeps de Gaure in haeres unicq parentibus pientiss prolates memoriae ergo h.m.f.c.p. aug. Die 4 1561)  In 1980 werd het graf van Francisca opnieuw blootgegraven en werd het graf gemarkeerd met een stenen plaat 

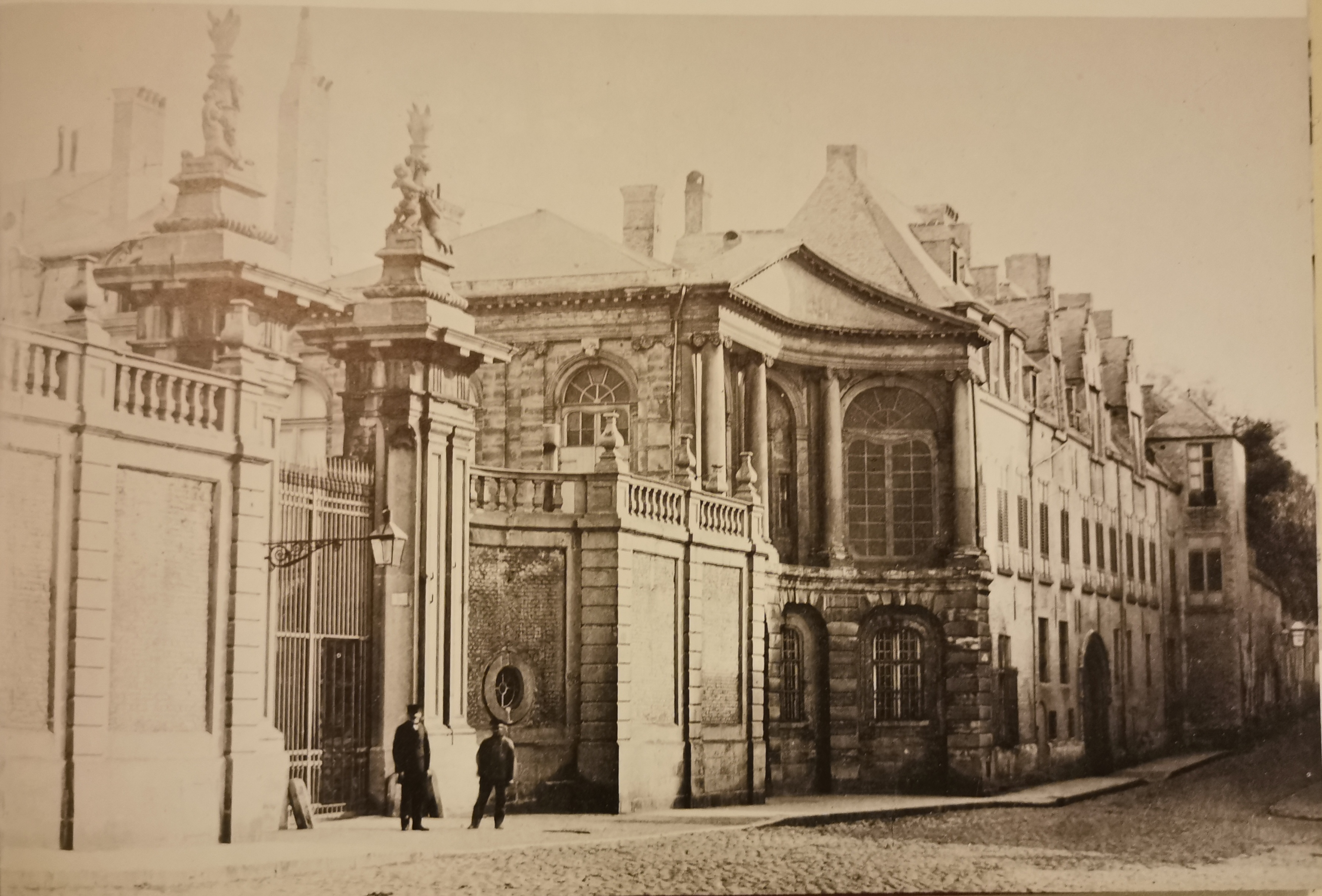
Oudste delen van het door Françoise gebouwde Egmontpaleis
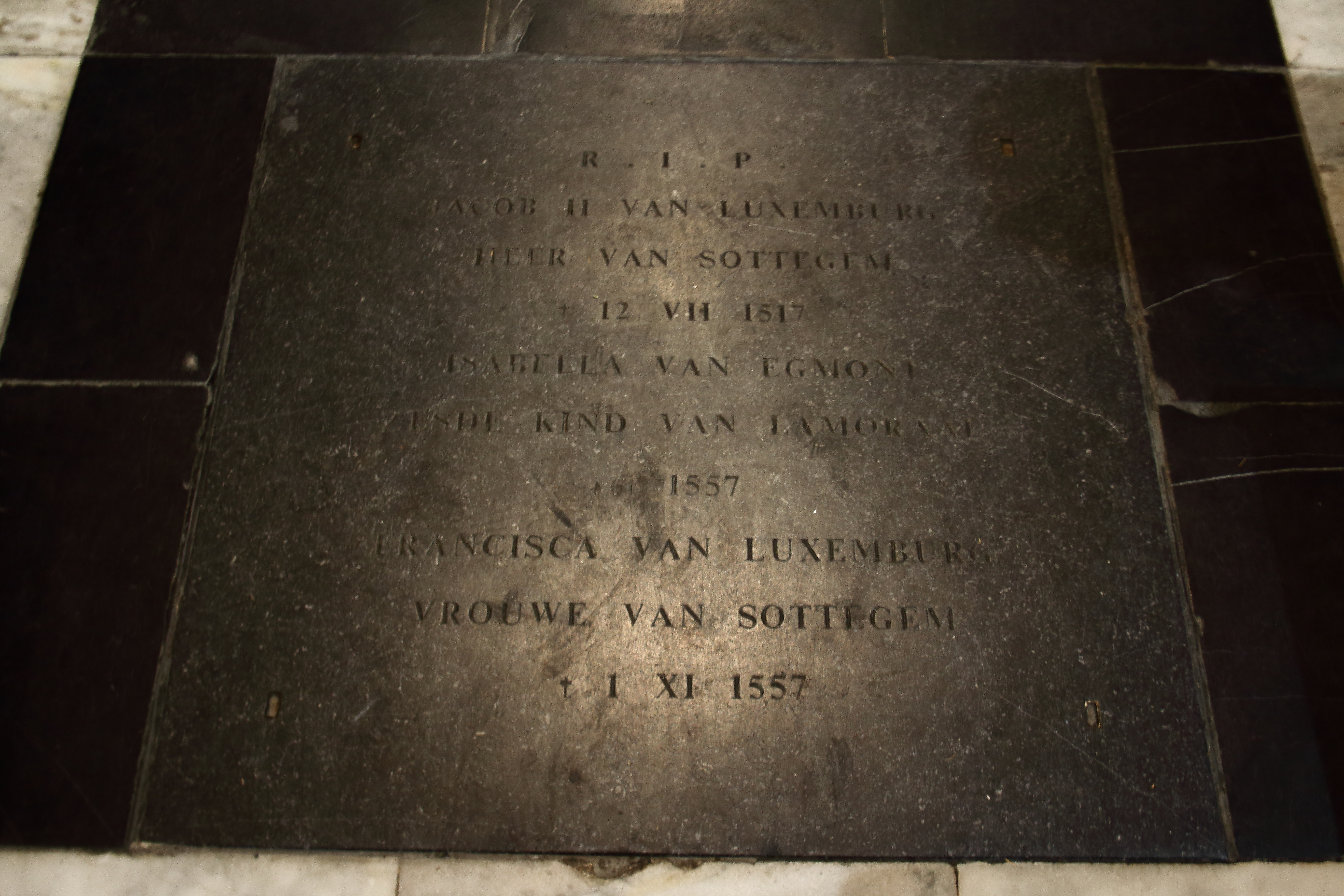
Graf van Françoise van Luxemburg in de Onze-Lieve-Vrouw-Hemelvaartkerk, Zottegem
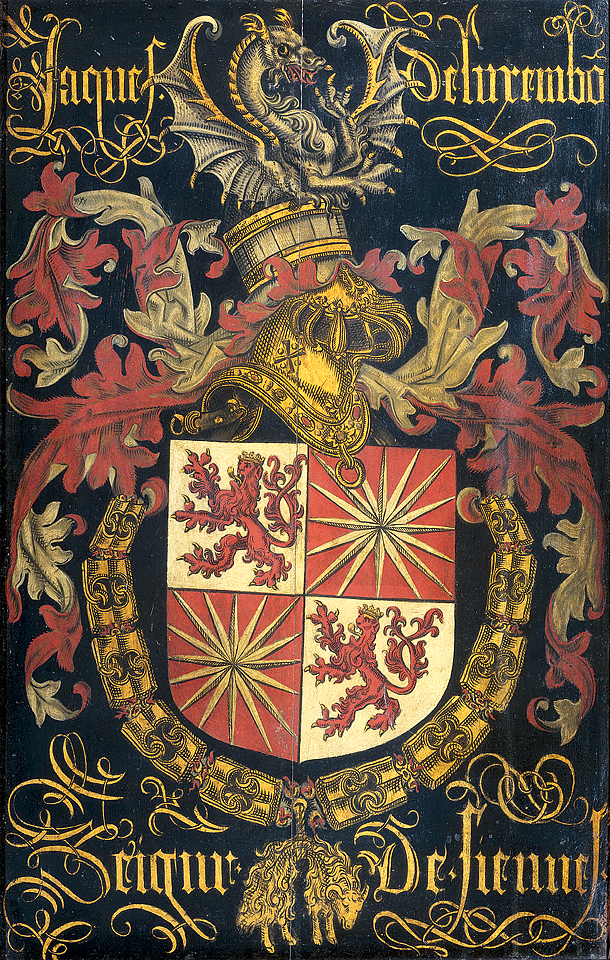
Wapenbord van Jacobus I van Luxemburg-Fiennes, grootvader van Françoise van Luxemburg, als Vliesridder